# Scandicci
Scandicci es una ciudad de Italia en la región de la Toscana, de la ciudad metropolitana de Florencia, cuenta con cerca de 49.842 habitantes. Ocupa un área de 59,59 kilómetros cuadrados, teniendo una densidad de población de 836,3 hab/km². Hace frontera con las comunidades de Campi Bisenzio, Florencia, Impruneta, Lastra a Signa, Montespertoli, San Casciano in Val di Pesa y Signa.

## Evolución demográfica
| Gráfica de evolución demográfica de Scandicci entre 1861 y 2001 |
|                                                                 |
| Fuente ISTAT - elaboración gráfica de Wikipedia                 |